# 伊勒-维莱讷省公路网

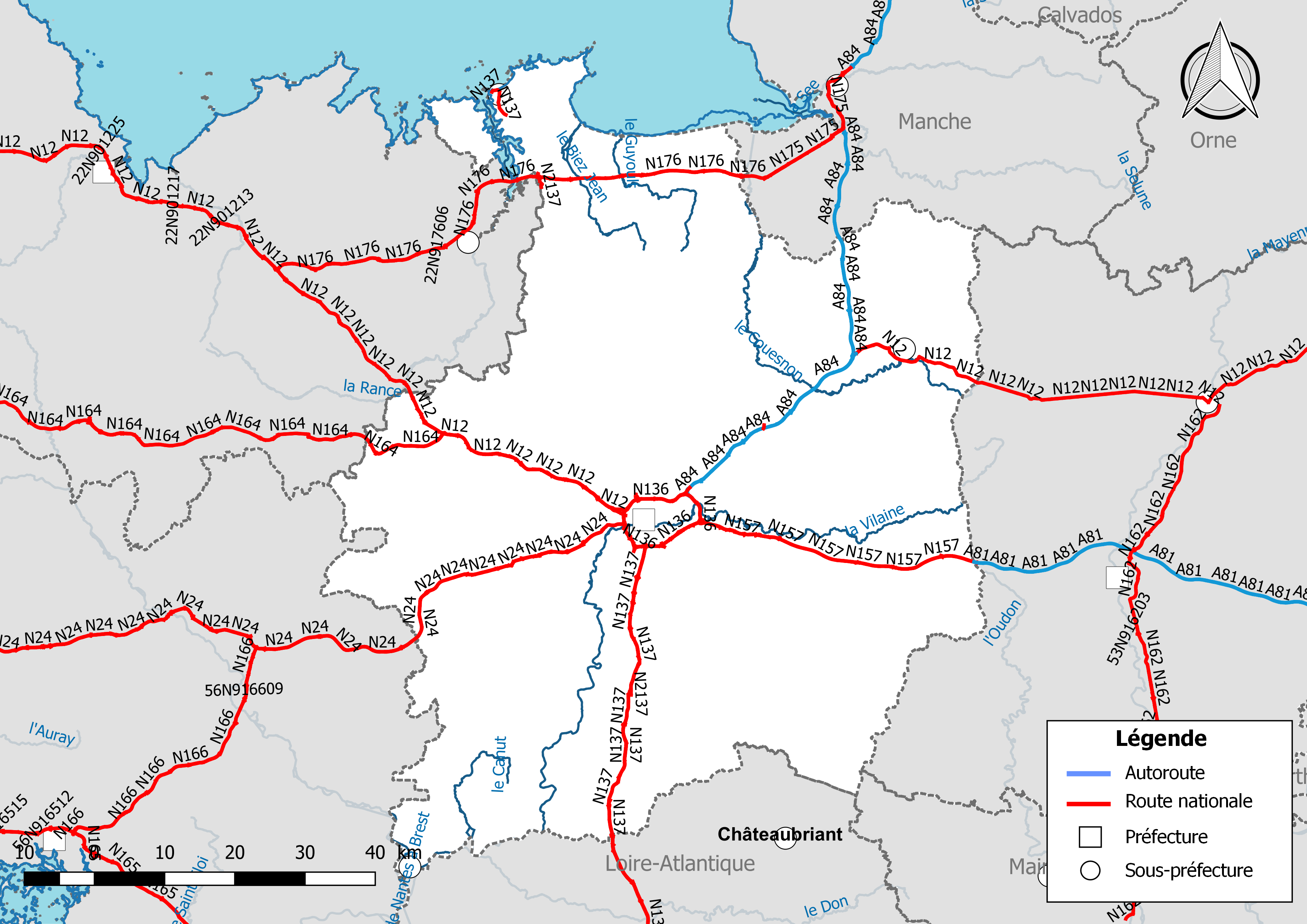
伊勒-维莱讷省公路网

伊勒-维莱讷省公路网是法国伊勒-维莱讷省境内公路设施的统称。截止2020年2月，伊勒-维莱讷省境内共有高速公路50公里，国道251公里，省道4687公里以及其它公路12125公里。

## 历史
伊勒-维莱讷省的第一条公路出现于18世纪末，最初仅供马车行驶，工业革命后开始出现机动车辆。1930年，伊勒-维莱讷省境内的公路系统进行了统一编号。1930年、1972年和2006年，伊勒-维莱讷省境内的法国国道系统进行了三次大规模拆分，其中伊勒-维莱讷省境内的法国国道N79线、N137线等均改为省道，并重新编号。
|          | 2002  | 2003  | 2004  | 2005  | 2006  | 2007  | 2008  | 2009  | 2010  | 2011  | 2012  | 2013  | 2014  | 2015  | 2016  | 2017  |
| -------- | ----- | ----- | ----- | ----- | ----- | ----- | ----- | ----- | ----- | ----- | ----- | ----- | ----- | ----- | ----- | ----- |
| 高速公路 | 49    | 49    | 50    | 49    | 49    | 50    | 50    | 50    | 50    | 50    | 50    | 50    | 50    | 50    | 50    | 50    |
| 国道     | 347   | 348   | 321   | 256   | 262   | 256   | 256   | 256   | 261   | 261   | 264   | 264   | 264   | 264   | 264   | 264   |
| 省道     | 5123  | 5107  | 5112  | 5091  | 5180  | 5195  | 5217  | 5217  | 5217  | 5231  | 5222  | 5202  | 5197  | 5180  | 5182  | 4687  |
| 其它道路 | 8790  | 8817  | 8860  | 9047  | 9226  | 9598  | 9598  | 10168 | 10671 | 10671 | 11364 | 11684 | 11684 | 11838 | 11980 | 12125 |
| 总计     | 14309 | 14321 | 14343 | 14443 | 14717 | 15099 | 15121 | 15691 | 16199 | 16213 | 16900 | 17200 | 17195 | 17332 | 17476 | 17126 |

## 路网

### 高速公路
- 法国A84号高速公路（伊勒-维莱讷省境内全长约50公里，共设有7个出入口和1个互通式立交桥）

### 国道
- 法国国道N12线（法语：Route nationale 12 (France)），伊勒-维莱讷省境内全长约57.2公里。
- 法国国道N24线（法语：Route nationale 24 (France)），伊勒-维莱讷省境内全长约37.6公里。
- 法国国道N136线（法语：Route nationale 136）（雷恩环城公路），伊勒-维莱讷省境内全长约30.8公里。
- 法国国道N137线（法语：Route nationale 137），伊勒-维莱讷省境内全长约43公里。
- 法国国道N157线（法语：Route nationale 157），伊勒-维莱讷省境内全长约40公里。
- 法国国道N164线（法语：Route nationale 157），伊勒-维莱讷省境内全长约13公里。
- 法国国道N176线（法语：Route nationale 176），伊勒-维莱讷省境内全长约29.4公里。

### 省道
| 伊勒-维莱讷省省道列表   |               |                            | |                           |
| 编号                    | 长度 （km）   | 起点 连接线                | 主要途径市镇（斜体字表示该道路距离该市镇政府所在地最近距离超过1公里） | 终点 连接线               |
| D2                      | 6.4           | 圣马洛 洛奈-布雷通大街     | 圣马洛 ↔ 圣梅卢瓦尔代松德 | 圣梅卢瓦尔代松德 市镇政府 |
| D29                     | 45.8          | 维特雷 D857                | 维特雷 ↔ 蒙特勒伊苏佩鲁斯 ↔ 尚波 ↔ 马尔皮雷 ↔ 沙托堡 ↔ 维莱讷河畔塞尔翁 ↔ 阿西涅 ↔ 托里涅-富亚尔 ↔ 塞松-塞维涅 ↔ 贝通 ↔ 圣格雷瓜尔 ↔ 蒙热尔蒙 ↔ 帕塞                                                                               | 帕塞 N12                  |
| D41                     | 28.4          | 塞什河畔韦恩/圣阿梅勒 D173 | 塞什河畔韦恩/圣阿梅勒 ↔ 科尔尼 ↔ 布里 ↔ 让泽 ↔ 埃斯 ↔ 布列塔尼地区勒泰伊 ↔ 勒捷 ↔ 马尔蒂涅-费尔绍 | 马尔蒂涅-费尔绍 D94       |
| D82                     | 29.1 （北段） | 圣格雷瓜尔 D29             | 圣格雷瓜尔 ↔ 默莱斯 ↔ 蒙特勒伊勒加斯特 ↔ 伊勒河畔圣梅达尔 ↔ 吉佩勒 ↔ 丹热 ↔ 孔堡 | 孔堡 D795                 |
| D82                     | 36 （南段）   | 雷恩 低地国大街            | 雷恩 ↔ 塞什河畔努瓦亚勒-沙蒂永 ↔ 圣埃尔布隆 ↔ 布尔巴雷 ↔ 尚特卢 ↔ 小富日赖 ↔ 布列塔尼地区勒塞勒 ↔ 布列塔尼地区拉博斯 ↔ 埃尔塞昂拉梅 ↔ 泰耶                                                                                         | 泰耶 D772                 |
| D88                     | 16            | 维特雷 莱罗谢大道          | 维特雷 ↔ 埃特雷勒 ↔ 阿尔让特雷迪普莱西 ↔ 塞什河畔热讷 | （马耶讷省） D127         |
| D94                     | 18.8          | 勒捷 市镇政府              | 勒捷 ↔ 马尔蒂涅-费尔绍 | （曼恩-卢瓦尔省） D775    |
| D117                    | 61.7          | 雷恩 南特街                | 雷恩 ↔ 圣雅克德拉朗德 ↔ 布列塔尼地区沙特尔 ↔ 布吕兹 ↔ 戈旺 ↔ 吉尚 ↔ 吉尼昂 ↔ 洛埃阿克 ↔ 利约龙/吉普里 ↔ 皮普里亚克 ↔ 圣瑞斯特 ↔ 勒纳克 ↔ 圣玛丽 ↔ 乌斯特河畔班 ↔ 勒东                                                              | （大西洋卢瓦尔省） D164   |
| D125                    | 41.4          | 雷恩 韦赞街                | 雷恩 ↔ 韦赞勒科凯 ↔ 帕塞 ↔ 莱尔米塔日 ↔ 拉沙佩勒图阿罗/圣吉 ↔ 布雷泰伊 ↔ 默河畔蒙福尔 ↔ 伊方迪克 ↔ 圣于尼亚克 ↔ 布瓦热维伊 ↔ 圣奥南拉沙佩勒 ↔ 大圣梅昂                                                                             | （阿摩尔滨海省） D19      |
| D137                    | 67.8          | 雷恩 圣马洛街              | 雷恩 ↔ 圣格雷瓜尔 ↔ 默莱斯 ↔ 拉梅济耶尔 ↔ 维尼奥克 ↔ 圣桑福里安 ↔ 坦泰尼亚克 ↔ 圣布里厄代西夫 ↔ 圣多米讷克 ↔ 特雷韦里安 ↔ 普勒格讷克 ↔ 普莱斯代 ↔ 梅尼勒罗克 ↔ 米尼亚克莫尔旺 ↔ 伊勒-维莱讷省新堡 ↔ 圣佩尔 ↔ 圣茹昂代盖雷 ↔ 圣马洛 | 圣马洛 杜维尔街           |
| D155                    | 77.1          | 富热尔 雅克·福舍大街       | 富热尔 ↔ 莱库斯 ↔ 罗马涅/科格莱斯地区圣日耳曼 ↔ 马昂罗克 ↔ 瓦勒库埃农 ↔ 巴祖日拉佩鲁斯 ↔ 特朗拉福雷 ↔ 拉布萨克 ↔ 巴盖皮康 ↔ 布列塔尼地区多勒 ↔ 蒙多勒 ↔ 滨海勒维维耶 ↔ 伊雷勒 ↔ 圣伯努瓦代松德 ↔ 圣梅卢瓦代松德 ↔ 圣马洛           | 圣马洛 D137               |
| D173                    | 8.6           | 雷恩 韦恩街                | 尚特皮 ↔ 塞什河畔韦恩/圣阿梅勒 | 塞什河畔韦恩/圣阿梅勒 D41 |
| D178                    | 63.4          | 吕特雷-栋皮埃尔 D798       | 吕特雷-栋皮埃尔 ↔ 沙蒂永昂旺德莱 ↔ 巴拉泽 ↔ 维特雷/波塞莱布瓦 ↔ 埃特雷勒 ↔ 阿尔让特雷迪普莱西/圣日耳曼迪皮内勒/多马兰 ↔ 穆捷 ↔ 塞什河畔阿瓦耶 ↔ 布列塔尼地区拉盖尔什 ↔ 拉内 ↔ 德鲁日 ↔ 福日拉福雷 ↔ 马尔蒂涅-费尔绍                | （大西洋卢瓦尔省） D178   |
| D772                    | 50.2          | （大西洋卢瓦尔省） D772    | 泰耶 ↔ 埃尔塞昂拉梅 ↔ 布列塔尼地区班 ↔ 梅萨克 ↔ 吉普里 ↔ 洛埃阿克 ↔ 梅尔内勒 ↔ 瓦勒达纳斯特 | （莫尔比昂省） D772       |
| D777                    | 101           | （马耶讷省） D29           | 圣梅尔韦 ↔ 巴拉泽 ↔ 维特雷 ↔ 博塞莱布瓦 ↔ 埃特雷勒 ↔ 托尔塞 ↔ 卢维涅德拜 ↔ 穆兰 ↔ 皮雷-尚塞 ↔ 阿芒利 ↔ 让泽 ↔ 布里 ↔ 索尔尼耶尔 ↔ 布列塔尼地区勒塞勒 ↔ 庞塞 ↔ 布列塔尼地区班 ↔ 吉普里 ↔ 皮普里亚克 ↔ 阿夫河畔布吕克 ↔ 阿夫河畔西   | （莫尔比昂省） D773       |
| D794                    | 70.3          | 维特雷 孔堡公路            | 维特雷 ↔ 蒙特勒伊苏佩鲁斯 ↔ 朗达夫朗 ↔ 伊泽谷 ↔ 尚容河畔利夫雷 ↔ 圣欧班迪科尔米耶 ↔ 库埃农河畔梅济耶尔 ↔ 库埃农河畔维约维 ↔ 布列塔尼地区桑斯 ↔ 圣雷米迪潘 ↔ 马尔西耶-鲁勒 ↔ 圣莱热代普雷 ↔ 孔堡 ↔ 梅亚克 ↔ 普勒格讷克 ↔ 普勒斯代   | （阿摩尔滨海省） D794     |
| D795                    | 31.2          | 坦泰尼亚克 D137            | 坦泰尼亚克 ↔ 丹热/凯布里亚克 ↔ 孔堡 ↔ 卢尔迈 ↔ 博讷曼 ↔ 巴盖-莫尔旺 ↔ 布列塔尼地区多勒 | 布列塔尼地区多勒 D155     |
| D857                    | 29.9          | 沙托堡 N157                | 沙托堡 ↔ 维莱讷河畔圣让 ↔ 波塞莱布瓦 ↔ 维特雷 ↔ 埃尔布雷 ↔ 布雷阿勒苏维特雷 | （马耶讷省） D120         |
| 1. 2. 3. 4. 5. 6. 7. 8. |               |                            | |                           |